# Купчинский, Николай Николаевич
Никола́й Никола́евич Купчи́нский (16 декабря 1870 — после 1920) — русский генерал-майор, герой Первой мировой войны.

## Биография
Православный. Из потомственных дворян Полтавской губернии.
Окончил Полтавский кадетский корпус (1888) и 1-е военное Павловское училище (1890), откуда был выпущен подпоручиком в 33-й пехотный Елецкий полк.
Чины: поручик (1893), штабс-капитан (1900), капитан (1902), подполковник (1905), полковник (за отличие, 1911), генерал-майор (1917).
Состоял младшим офицером Чугуевского пехотного юнкерского училища (1894—1899) и офицером-воспитателем Полтавского кадетского корпуса (1899—1914). С 1911 года был также ротным командиром кадетского корпуса.

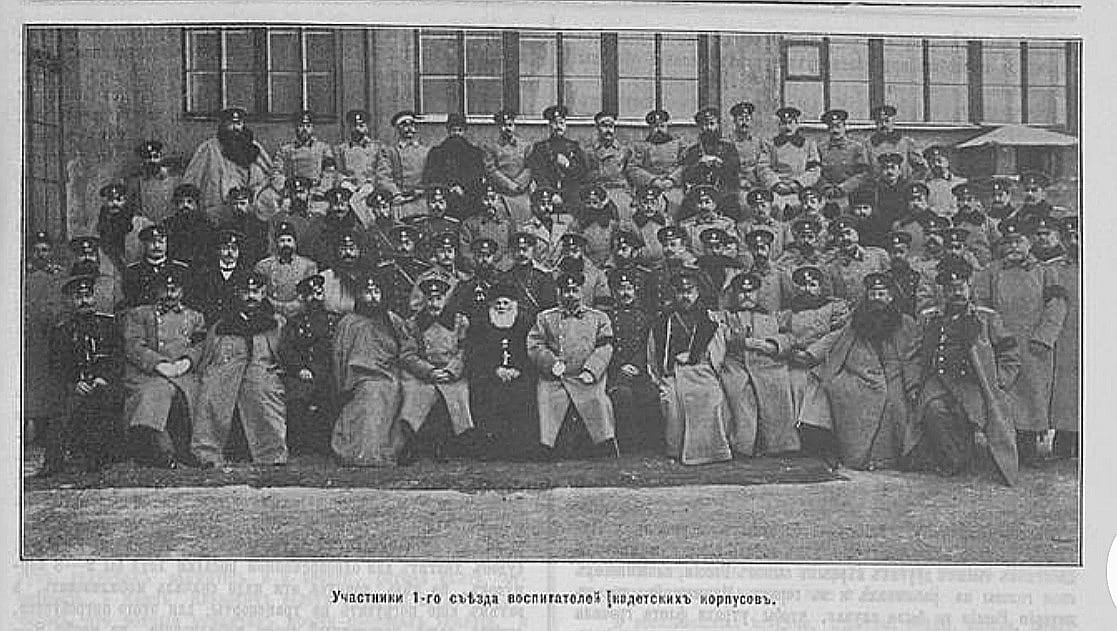
Первый ряд: А. И. Калишевский, Н. А. Хамин, Е. Е. Семашкевич, П. Н. Лазарев-Станищев, В. В. Римский-Корсаков, В. Э. Данкварт, В. А. Шильдер, Л. П. Войшин-Мурдас-Жилинский, Н. А. Радкевич, В. В. Григоров, Н. П. Попов, В. М. Кох. Второй ряд: Н. А. Зотов, М. Л. Салатко-Петрище, Н. Д. Казанцев, К. П. Сангайло, В. В. Цытович, М. А. Трубников, В. И. Греков, А. В. Полторацкий, Г. Ф. Гирс, А. Н. Зауервейд, Е. И. Глотов, А.Ф Вячеслов, И. И. Рыковский, Н. К. Михайловский, В. Д. Языков, А. Л. Вильке, Д. А. Агищев, Н. Н. Бахтин, А. Н. Антонов, Е. А. Заржецкий. Третий ряд: М. А. Угрюмов, Н. Г. Лукирский, В. В. Гаврилович, Ф. В. Гринев, Б. А. Вильбоа, В. П. Дзякович, И. А. Завадский, Г. Д. Дитерихс, М. И. Мягков, В. И. Попов-Азотов, Н. Л. Хитрин, В. О. Плошинский, А. С. Азарьев, Н. Д. Коптев, В. А. Муромцев, Ф. Н. Доннер, В. В. Смирнов, А. Д. Ромашкевич, Н. Н. Купчинский, М. А. Сафонов. Четвёртый ряд: К. К. Лютер, Н. С. Желязовский, В. С. Лавров, Б. А. Гартвиг, А. С. Манучаров, В. И. Бурков, Т. В. Львов, П. П. Шаховской, В. С. Яковлев, В. Д. Чемякин, П. П. Черепанов, И. Г. Денисов, В. В. Татаринов, Н. В. Петров. Санкт-Петербург. 1908 год

27 августа 1914 года переведен в 33-й пехотный Елецкий полк, с которым вступил в Первую мировую войну. Удостоен ордена Св. Георгия 4-й степени
За то, что 7 октября 1914 года у сел. Высоцко на левом берегу р. Сана, командуя полком, под сильным и действительным огнём, отразил многократные атаки превосходных сил противника и, будучи ранен в руку, остался в строю в течение последующих 16 дней до конца боев, находясь все время в окопах, мужеством и стойкостью подавая пример, отразил все попытки противника сбить полк с позиции, чем способствовал частям 9-го и 10-го корпусов переправиться на левый берег р. Сана.
16 апреля 1915 года назначен командиром полка. Пожалован Георгиевским оружием
За то, что в бою 26 апреля 1915 года, на переправе через р. Вислок, у д. Добржехов, под сильным и губительным огнём противника, остановил и привел в порядок отходивший полк, устроил его на позиции и задержал противника, чем дал возможность отойти через переправу реки Вислок соседним войскам и обозам.
29 ноября 1916 года назначен командующим бригадой 134-й пехотной дивизии, а 19 февраля 1917 произведен в генерал-майоры с утверждением в должности. К концу 1917 года был назначен директором Полтавского кадетского корпуса.
С 8 июня 1918 года был начальником 6-й дивизии гетманской армии, 20 ноября был переведен начальником 11-й дивизии в Полтаве. В ноябре 1918, во время падения правительства Скоропадского, командовал сводным отрядом офицеров 6-го Полтавского армейского корпуса в боях против войск Директории УНР.
Затем выехал в Крым. Участвовал в Белом движении в составе ВСЮР и Русской армии барона Врангеля. Состоял в резерве чинов при штабе главнокомандующего ВСЮР (с 1 января 1919), в резерве чинов при штабе Крымско-Азовской Добровольческой армии (с 22 января 1919) и в резерве чинов ВСЮР (с 22 июня 1920).
Судьба после 1920 года неизвестна.

## Награды
- Орден Святого Станислава 3-й ст. (1902)
- Орден Святого Станислава 2-й ст. (1907)
- Орден Святой Анны 2-й ст. (1913)
- Орден Святого Владимира 4-й ст. с мечами и бантом (ВП 02.03.1915)
- Орден Святого Георгия 4-й ст. (ВП 19.05.1915)
- Орден Святого Владимира 3-й ст. с мечами (ВП 12.06.1915)
- Орден Святой Анны 4-й ст. (21.04.1916)
- Георгиевское оружие (ВП 13.10.1916)
- мечи к ордену Святой Анны 2-й ст. (ПАФ 13.04.1917)